# Kill Bobby Z
Kill Bobby Z ist ein Actionfilm von Regisseur John Herzfeld aus dem Jahr 2007. Es handelt sich um die Literaturverfilmung des gleichnamigen Romans von 1997 von Don Winslow.

## Handlung
Tim Kearney ist ein Loser. Er sitzt bereits zum vierten Mal wegen einer Straftat im Gefängnis. Da wird ihm von Tad Gruzsa, einem DEA-Agenten, angeboten, bei einem Deal der DEA die Drogendealer-Legende Bobby Z zu spielen, da dieser vor kurzem in einer Botschaft in Thailand verstorben sei. Er soll im Austausch für einen gefangen gehaltenen DEA-Agenten an die mexikanische Drogenmafia ausgeliefert werden. Wenn ihm die anschließende Flucht gelänge, sei er frei. Doch vor Ort versucht Gruzsa Kearney zu erschießen. Da dieser aber genau im gleichen Moment stolpert, scheitert der Plan und eine Schießerei entbrennt. Kearney wie auch Gruzsa überleben, und Kearney wird auf das Anwesen von Brian Cervier, einem Winzer, der mit der Drogenmafia zusammenarbeitet, gebracht, wo er den Boss der Mafia, Don Huertero, treffen soll.
Von Elizabeth, die zusammen mit Zs Sohn Kit ebenfalls auf dem Anwesen wohnt, erfährt Kearney, dass Don Huertero ihn töten lassen will. Gleichzeitig hetzt Gruzsa auch noch eine Bande Motorradfahrer auf Kearney, welche noch eine Rechnung mit diesem offen hat, weil er ihren Anführer im Gefängnis mit einem Kfz-Kennzeichen getötet hat. Kearney flieht, trifft dabei aber immer wieder auf Widersacher beider Seiten. Doch er schafft es stets, sich dieser relativ einfach zu entledigen, was für seine Angreifer meist tödlich endet. Es stellt sich heraus, dass Bobby Z seinen Tod vortäuschen will, weil er Don Huertero betrogen und seine Tochter in den Selbstmord getrieben hat und nun dessen Rache fürchtet. Daher heuerte er den korrupten Agenten Tad Gruzsa an, der mit dem Tod des Doppelgängers Tim Kearney den Tod von Bobby Z inszenieren wollte.
Nachdem Don Huertero in einem Schusswechsel in Elizabeths Wohnwagen getötet wurde, wollen Elizabeth, Tim und Kit gemeinsam mit dem Geld von Bobby Z fliehen, um sich in Sicherheit eine neue Existenz aufzubauen. Kurz vor der Abfahrt ihrer Yacht treffen die Biker am Steg ein und beginnen, auf Tim zu feuern. Dieser rennt davon und wird schließlich auf einer Brücke mit Tad, Bobby und einigen Bikern konfrontiert. Die Biker stehen vor dem Dilemma, dass sie Tim Kearny und Bobby Z nicht auseinanderhalten können. Kearney gelingt es, sie in einem Wortgefecht davon zu überzeugen, dass Bobby Z eigentlich Tim Kearney sei. Letztlich ruft Kit, der Tim für seinen Vater hält, nach ihm. Daraufhin erschießen die Biker Bobby Z, da sie ihn für Tim Kearney halten, denn sie wissen, dass dieser keinen Sohn hat. In dem Feuergefecht, das auf der Brücke entbrennt, sterben Tad Gruzsa und einige Biker. Tim Kearney rettet sich mit einem Sprung ins Wasser und fährt mit Kit und Elizabeth aufs Meer hinaus, auf dem Weg in eine bessere Zukunft.

## Hintergrund
Kill Bobby Z wurde im mexikanischen Bundesstaat Baja California sowie in Los Angeles gedreht. Das Drehbuch von Bob Krakower und Allen Lawrence basiert auf dem Roman Die Auferstehung des Bobby Z von Don Winslow aus dem Jahr 1997. Die Dreharbeiten begannen im September 2005 und endete am 12. Dezember 2005. Die Produktionskosten werden auf 22 bis 23 Millionen US-Dollar geschätzt. Ursprünglich war der Film von Warner Bros. als Kinoproduktion geplant, wurde jedoch nach Testvorführungen, die hinter ihren Erwartungen blieben, als Direct-to-DVD-Produktion von Sony veröffentlicht. Der Film erschien am 23. Juli 2007 in Deutschland im Verleih. Ab dem 27. September 2007 war der Film in Deutschland auf DVD erhältlich.
Im Kampf am Ende des Films tritt Paul Walker gegen die drei Mixed-Martial-Arts-Stars Pat Miletitch, Tim Sylvia und Robbie Lawler an.

## Synchronisation
| Darsteller          | Deutscher Sprecher | Rolle                   |
| ------------------- | ------------------ | ----------------------- |
| Joshua Leonard      | Tommy Morgenstern  | Bekiffter Partygast     |
| Jason Lewis         | Nicolas Böll       | Bobby Z                 |
| M.C. Gainey         | Tilo Schmitz       | Boom Boom               |
| Jason Flemyng       | Marcus Off         | Brian Cervier           |
| Joaquim de Almeida  | K. Dieter Klebsch  | Don Huerto              |
| Michael Bowen       | Erich Räuker       | Duke                    |
| Olivia Wilde        | Vera Teltz         | Elizabeth               |
| Bruce Dern          | Uwe Paulsen        | Erzähler am Strand      |
| Keith Carradine     | Jan Spitzer        | Johnson                 |
| Jacob Vargas        | Michael Iwannek    | Jorge Escobar           |
| J.R. Villarreal     | Johannes Walenta   | Kit                     |
| Julio Oscar Mechoso | Hans-Jürgen Wolf   | Mexikanischer Detective |
| Josh Stewart        | Marcel Collé       | Monk                    |
| Laurence Fishburne  | Tom Vogt           | Tad Gruzsa              |
| Paul Walker         | Peter Flechtner    | Tim Kearney             |
| David Ramsey        | Karlo Hackenberger | Wayne                   |

## Rezeption
Das Lexikon des internationalen Films urteilt, Kill Bobby Z sei ein „abwechslungsreicher Actionfilm, der das Genre nicht neu definiert, aber einfallsreich die Muster mit dem Geist der 1970er-Jahre füllt“.
Christoph Petersen von Filmstarts ist der Meinung, der Film sei ein „gradliniger Gangster-Thriller“, der „sich als launige Reminiszenz an das knallharte, schnörkellos inszenierte Genrekino der 70er“ anlehne. Petersen verglich den Film mit Sam Peckinpahs Film Bring mir den Kopf von Alfredo Garcia. Er lobte Olivia Wilde in der Rolle der Femme fatale. Zusammenfassend urteilte Petersen, „eine straighte Thrillerstory, handgemachte Action und ein toller Cast bieten Retrospaß der wirklich guten Sorte“, und vergab 3,5 von 5 möglichen Punkten.
Nach Urteil der Redaktion von kino.de sei der Film ein „schneller kleiner dreckiger Actionkrimi“. Paul Walker überzeuge in der Hauptrolle durch seine „sympathische Präsenz“. „Es rockt, als wären die alten B-Movies von Don Siegel, in denen Amerikaner in Mexiko stranden, nie ausgestorben.“
Die Redaktion von Cinema ist der Meinung, „das ruppig-verschwitzte Gangstergedröhn von John Herzfeld (‚15 Minuten Ruhm‘) ist nicht langweilig, krault die Macho-Seele und gefällt mit reichlich Selbstironie“. Fazit: „Dieser Action-Krawall ist nicht logisch, nicht elegant und nicht clever – aber auf lümmelige Art unterhaltsam“.